# Azori
Azori (por. Açores), također Azorski otoci, službeno Autonomna Regija Azori (por. Regiao Autónoma dos Açores), je portugalsko otočje i istoimena autonomna regija u sjevernom Atlantiku površine 2346  km², s 243 000 stanovnika. Otoci su vulkanskog porijekla i uzdižu se s atlantskog hrbata formirajući niz u smjeru SZ - JI u dužini od otprilike 600 km. Ističu se tri grupe kojima su glavni otoci: Flores i Corvo na sjeverozapadu, Faial, Pico, São Jorge, Graciosa i Terciera u centru, São Miguel i Santa Maria na jugoistoku. 
Reljef je vrlo oštar i brdovit, klima blaga s obilnim padalinama. Stanovništvo, koje vuče podrijetlo od portugalskih naseljenika, živi uglavnom uz obale. Većinom se bavi poljoprivredom i stočarstvom. Ribarstvo i turizam također se ističu kao lokalne djelatnosti. Glavna naselja: Ponta Delgada na Sao Miguelu, Horta na Faialu i Angra do Heroísmo na Terceiri.

## Otoci
- Zapadna grupa
  - Flores
  - Corvo

- Središnja grupa
  - Terceira
  - Graciosa
  - São Jorge
  - Pico
  - Faial

- Istočna grupa
  - Santa Maria
  - São Miguel

## Vanjske poveznice
|  | Zajednički poslužitelj ima stranicu o temi Azores    |
|  | Zajednički poslužitelj ima još gradiva o temi Azores |

- Stranica vlade Autonomne Pokrajine Azori
- Wikimedia Atlas Azora